# Condado de Granite
El condado de Granite (en inglés: Granite County), fundado en 1893, es uno de los 56 condados del estado estadounidense de Montana. En el año 2000 tenía una población de 2.830 habitantes con una densidad poblacional de una persona por km². La sede del condado es Philipsburg.

## Geografía
Según la Oficina del Censo, el condado tiene un área total de 4488 km² (1732,8 mi²), de la cual 4473 km² (1727,0 mi²) es tierra y 16 km² (6,2 mi²) (0.33%) es agua.

### Condados adyacentes
- Condado de Missoula - norte
- Condado de Powell - este
- Condado de Deer Lodge - sur
- Condado de Ravalli - oeste

### Carreteras
- Interestatal 90
- U.S. Highway 10 (antigua)
- U.S. Highway 12
- Carretera Estatal de Montana 1
- Carretera Estatal de Montana 38

## Demografía
En el 2000 la renta per cápita promedia del condado era de $27,813, y el ingreso promedio para una familia era de $33,485. En 2000 los hombres tenían un ingreso per cápita de $26,250 versus $17,961 para las mujeres. El ingreso per cápita para el condado era de $16,636. Alrededor del 16.80% de la población estaba bajo el umbral de pobreza nacional.

## Pueblos
- Drummond
- Philipsburg